# 블루 파노라마 항공
블루 파노라마 항공(영어: Blue Panorama Airlines)은 이탈리아의 항공사로 밀라노 말펜사 공항과 레오나르도 다 빈치 국제공항이 허브 공항으로 이 외에도 이탈리아 도시와 유럽을 운항하고 있다. 2006년에 설립 했으며 2012년 5월 현재 14대를 보유하고 있으며 정기 국내선과 국제선 노선을 운항하고 있다.

## 역사
블루 파노라마 항공은 1998년에 설립되어 같은 해 12월부터 운항을 시작했다. 처음에 Distal & Itr Group (66.6%)와 프랑코 페치(33.4%)의 공동 소유였지만 현재는 프랑코 페치가 단독으로 소유하고 있다. 또한 저가 항공사를 설립해 블루 익스프레스란 자회사를 보유하고 있다.

## 보유 기종
- 2012년 5월 기준으로 블루 파노라마 항공은 다음과 같은 기종을 보유하고 있으며 평균 기령은 15.9년이다.[1][2][3]